# Mã Hy Ngạc
Mã Hy Ngạc (馬希萼), gọi theo thuỵ hiệu là Sở Cung Hiếu vương (楚恭孝王), là quân chủ thứ năm của nước Sở thời Ngũ Đại Thập Quốc. Ông tiến hành chiến tranh nhằm tranh ngôi Sở vương với em là Mã Hy Quảng, giành thắng lợi sau ba năm chiến đấu. Tuy nhiên, sau đó ông bị phế truất rồi trở thành quan của Nam Đường.

## Thân thế
Mã Hy Ngạc là con trai thứ 20 của Mã Ân- người lập ra nước Sở, và có em cùng mẹ là Mã Hy Sùng.
Khi quân chủ thứ ba của Sở là Mã Hy Phạm (huynh của Mã Hy Ngạc) mất vào năm 947, Mã Hy Ngạc lúc này có chức tước là Vũ Bình tiết độ sứ- tri Vĩnh châu sự. Tướng tá của Sở thảo luận về việc chọn người kế vị, Đô chủ huy sở Trương Thiếu Địch (張少敵), Đô áp nha Viên Hữu Cung (袁友恭) ủng hộ Mã Hy Ngạc do ông là người lớn tuổi nhất trong số các huynh đệ khi đó. Do Mã Ân khi qua đời từng di mệnh rằng các con phải truyền lại ngôi vị cho huynh đệ Trong khi đó, Thường trực đô chỉ huy sứ Lưu Ngạn Thao (劉彥瑫), Thiên Sách phủ học sĩ Lý Hoằng Cao (李弘皋), Đặng Ý Văn (鄧懿文), Tiểu môn sứ Dương Địch (楊滌) đều muốn lập em cùng mẹ với Mã Hy Phạm là Vũ An tiết độ phó sứ (Mã Hy Phạm là tiết độ sứ) Mã Hy Quảng. Trương Thiếu Địch nói rằng "Vĩnh châu lớn tuổi và tính khí cứng cỏi, rõ ràng sẽ không chịu ở bên dưới Đô uý. Nếu lập Đô uý, cần phải nghĩ kế lâu dài để chế ngự Vĩnh châu khiến ông ta thuận theo không thể hành động. Nếu không, xã tắc sẽ lâm nguy." Thiên Sách phủ học sĩ Thác Bạt Hằng (拓拔恆) thì nói "Tam thập ngũ lang tuy xử lý chính sự quân phủ, song Tam thập lang lớn tuổi hơn, thỉnh cầu khiển sứ giả dùng lễ nhượng lại. Nếu không, tất sẽ phát sinh tranh đoan." Tuy nhiên, đám Lưu Ngạn Thao nói rằng "Ngày nay, quân chính trong tay, trời cho không giữ mà để người khác có được, thì sau này chúng ta có thể an toàn được không ?". Mã Hy Quảng nhu nhược, không thể tự quyết. Đến ngày Ất Mùi (11) tháng 5, tức ngày 2 tháng 6, đám Lưu Ngạn Thao tuyên bố theo di mệnh của Mã Hy Phạm lập Mã Hy Quảng làm quân vương. Trương Thiếu Địch nhận định tai hoạ sắp đến, ông và Thác Bạt Hằng đều cáo bệnh không ra ngoài.
Thiên Sách tả ty Mã Hy Sùng bí mật viết thư cho Mã Hy Ngạc nói rằng đám Lưu Ngạn Thao làm trái di mệnh tiên vương, phế trưởng lập thiếu, nhằm kích động Mã Hy Ngạc. Mã Hy Ngạc từ Vĩnh châu đi gấp về kinh để chịu tang, ngày Ất Mùi (12) cùng tháng, tức 1 tháng 8, thì đến Phu Thạch (趺石). Lưu Ngạn Thao đề xuất với Mã Hy Quảng cho Thị tòng đô chỉ huy sứ Chu Đình Hối (周廷誨) đem thủy quân đến chặn, lệnh cho tướng sĩ Vĩnh châu phải cởi áo giáp mới được đi tiếp đến Trường Sa. Mã Hy Ngạc được tiếp đãi tại Bích Tương cung (碧湘宮) và để tang tại chỗ đó, không được đi gặp Mã Hy Quảng. Sau đó, Mã Hy Ngạc xin được về Lãng châu (朗州, thủ phủ của Vũ Bình). Chu Đình Hối khuyên Mã Hy Quảng giết Mã Hy Ngạc, song Mã Hy Quảng nói "Ta sao nỡ giết huynh? Nên phân Đàm (潭州, tức Trường Sa)- Lãng mà cai trị." Mã Hy Quảng ban tặng nhiều cho Mã Hy Ngạc và cho về Lãng châu. Tuy nhiên, Mã Hy Sùng tiếp tục dò xét Mã Hy Quảng cho Mã Hy Ngạc, buông lời kích động, nguyện làm nội ứng.
Năm 948, Mã Hy Ngạc thỉnh với Hoàng đế Hậu Hán Lưu Thừa Hựu xin được triều cống độc lập với Mã Hy Quảng (Sở là chư hầu của Hậu Hán), xin được ban riêng quan tước (tức là yêu cầu phân chia Sở về chính thức). Mã Hy Quảng bèn tặng nhiều quà cho các quan chức chấp chính của Hậu Đường. Cuối cùng, đến ngày Nhâm Tý (7) tháng 9, tức 11 tháng 10 năm 948, Lưu Thừa Hựu ban chiếu thư cho Mã Hy Ngạc và Mã Hy Quảng, bảo rằng "Huynh đệ cần phải hoà thuận, phàm là đồ cống của Mã Hy Ngạc đều cần phải dựa theo danh nghĩa của Mã Hy Quảng." Mã Hy Ngạc không thuận.

## Tranh chấp với Mã Hy Quảng
Tháng 8 năm Kỷ Dậu (949), Mã Hy Ngạc đem quân tiến công Mã Hy Quảng. Ông huy động đinh tráng Lãng châu làm hương binh, tạo hiệu Tĩnh Giang quân, cho đóng bảy trăm chiến hạm, đem quân tấn công Đàm châu. Thê của Mã Hy Ngạc là Uyển thị can gián rằng "Huynh đệ đánh lẫn nhau, thắng hay bại đều bị người ta cười chê", song ông không nghe và dẫn binh đến Trường Sa. Mã Hy Quảng ban đầu định đầu hàng, song do có khuyến gián nên đổi ý và phái Vương Uân (王贇) làm Đô bộ thự chiến trạo chỉ huy sứ, để Lưu Ngạn Thao làm giám quân. Ngày Kỷ Sửu (18) cùng tháng, tức 13 tháng 9, Mã Hy Ngạc đại bại tại Bộc Xạ châu, bị thu mất ba trăm chiến hạm. đánh bại Mã Hy Ngạc, bắt được 300 thuyền. Vương Uân truy kích Mã Hy Ngạc, sắp đuổi kịp thì Mã Hy Quảng khiển sứ triệu về nói "Chớ làm hại ngô huynh.", Vương Uân phải dẫn quân về. Mã Hy Ngạc từ hồ Xích Sa đi xuồng về trị sở, Uyển thị khóc nói "Hoạ sắp đến rồi, ta không nỡ thấy" rồi nhảy xuống giết tự sát. Trong khi đó, đệ của Mã Hy Ngạc là Tĩnh Giang tiết độ sứ Mã Hy Chiêm (馬希瞻) khiển sứ giả khuyến gián cả Mã Hy Ngạc và Mã Hy Quảng song không được.
Sang năm 950, Mã Hy Ngạc viết thư cho thủ lĩnh người Man tại Thần châu (辰州) và Tự châu (漵州), cũng như người Man tại Mai Sơn, muốn cùng tấn công Mã Hy Quảng. Người Man vốn biết Trường Sa có nhiều của cải, tranh nhau xuất binh, họ cùng tấn công Ích Dương. Mã Hy Quảng khiển Chỉ huy sứ Trần Phan (陳璠) kháng cự, song Trần Phan thất bại và tử chiến. Mã Hy Quảng tiếp tục dẫn người Man tấn công Địch Điền, đến ngày Mậu Tuất (3) tháng 8, tức 17 tháng 9, thì phá được thành giết tướng trấn thủ là Trương Diên Tự (張延嗣), Mã Hy Quảng phái Hoàng Xử Siêu (黃處超) đi cứu song cũng chiến bại và tử nạn trước quân Mã Hy Ngạc.
Mã Hy Ngạc dâng biểu xin triều đình Hậu Đường cho lập cơ quan tiến tấu tại kinh thành Đại Lương của Hậu Đường. Ngày Tân Thị Tị (17) tháng 9, tức 30 tháng 10, Hoàng đế Hậu Hán là Lưu Thừa Hựu ban chiếu viết rằng Sở đã có cơ quan tiến tấu nên không chấp thuận. Mã Hy Ngạc cho rằng triều đình Hậu Đường có ý giúp Mã Hy Quảng, do đó khiển sứ xưng làm phiên thuộc của Nam Đường, xin quân đánh Mã Hy Quảng. Hoàng đế Nam Đường là Lý Cảnh chấp thuận, phong cho Mã Hy Ngạc là 'Đồng bình chương sự', thưởng cho ông một năm thuế tại Ngạc châu. Nam Đường còn cho Sở châu thứ sử Hà Kính Thù (何敬洙) đem binh giúp Mã Hy Ngạc. Mã Hy Quảng sau đó cáo cấp với Hậu Hán, nói rằng Kinh Nam-Nam Hán-Nam Đường liên mưu muốn phân chia đất của Sở, xin Hậu Hán phát binh đồn trú tại Lễ châu nhằm cắt đứt đường Nam Đường và Kinh Nam viện trợ cho Mã Hy Ngạc.
Lưu Ngạn Thao đề nghị Mã Hy Quảng, nói rằng quân Mã Hy Ngạc quân chưa đầy một vạn, ngựa chưa đủ một nghìn, trong khi đô phủ có thập vạn tinh binh, xin cho mình dẫn hơn vạn quân đi chiến đấu, cho rằng sẽ chiến thắng và bắt giữ được Mã Hy Ngạc. Mã Hy Quảng sau đó cho Lưu Ngạn Thao dẫn quân đi chiến đấu. Lưu Ngạn Thao vào đất Lãng châu, Mã Hy Ngạc dẫn sáu nghìn binh Lãng châu và người Man cùng trăm chiến hạm nghịch chiến tại Mi châu. Lưu Ngạn Thao định mượn gió thiêu thuyền của Mã Hy Cảnh, song gió lại thổi ngược khiến thuyền của Ngạn Thao bị đốt, vài nghìn quân tử nạn. Sau đó, Mã Hy Ngạc phái Chỉ huy sứ Chu Tiến Trung (朱進忠) đem ba nghìn quân đánh ngay Ích Dương, tướng giữ thành là Trương Huy (張暉) bỏ Ích Dương đào thoát về Đàm châu, quân Lãng châu chiếm được thành này, hơn chín chín quân của Mã Hy Quảng tử nạn. Mã Hy Quảng cử Mạnh Biền (孟駢) làm sứ giả đến chỗ Mã Hy Ngạc, nói rằng "Công quên thù của phụ huynh, thờ Hậu Đường phía bắc, sao lại đi cầu cứu Tào Công [Nam Đường]", bị Mã Hy Ngạc giết chết. Chu Tiến Trung thuyết phục Mã Hy Ngạc đem quân chiếm lấy Đàm châu. Đến ngày Tân Mùi (8) tháng 11, tức 19 tháng 12, Mã Ngạc để con là Mã Quang Tán (馬光贊) trấn thủ Lãng châu, đem hết binh sĩ tiến đến Trường Sa, tự xưng Thuận Thiên vương.
Khi quân của Mã Hy Ngạc tiến đến, Mã Hy Quảng cho triệu Thủy quân chỉ huy sứ Hứa Khả Quỳnh (許可瓊)-con của công thần Hứa Đức Huân) dẫn 500 chiến hạm phòng thủ, để Mã Hy Sùng làm giám quân. Ông còn cho Mã quân chỉ huy sứ Lý Ngạn Ôn (李彥溫) và Bộ quân chỉ huy sứ Hàn Lễ (韓禮) đem quân đóng tại các điểm để cắt các tuyến đường hành quân có khả năng khác của Mã Hy Ngạc.
Trước tiên, Mã Hy Ngạc khiển quân Man vây Ngọc Đàm, Chu Tiến Trung dẫn binh đến hợp. Tướng quân của Mã Hy Quảng là Thôi Hồng Liễn (崔洪璉) chiến bại, phải chạy về Trường Sa. Mã Hy Ngạc tiếp tục tiến công Nhạc châu, Thứ sử Vương Uân chống cự, năm ngày chưa chiếm được. Mã Hy Ngạc phái người nói với Vương Uân "Công không phải là thần tử của Mã thị sao? Không thờ ta, muốn thờ nước khác sao? Là thần tử mà lại mang hai lòng, không nhục với tiên nhân sao?". Vương Uân nói rằng cha mình là công thần của Sở, rằng mình thường mơ thấy Nam Đường nhân thời cơ chiếm Sở, rằng nếu Mã Hy Ngạc bãi binh, huynh đệ hữu hảo như trước thì xin phụng sự đến chết. Mã Hy Ngạc hổ thẹn, bèn dẫn binh về. Sau khi cướp bóc tại Tương Âm, Mã Hy Ngạc đóng tại phía tây sông Tương, Chu Tiến Trung dẫn binh từ Ngọc Đài đến hội.
Bành Sư Cảo (彭師暠) là người trung thành với Mã Hy Quảng, ông chủ trương rằng để mình dẫn quân bao vây binh sĩ của Chu Tiến Trung và tấn công từ phía sau còn Hứa Khả Quỳnh tấn công từ phía trước, cho rằng một khi tiền quân của Chu Tiến Trung thất bại thì Mã Hy Ngạc sẽ từ bỏ chiến dịch. Mã Hy Quảng sắp nghe theo thì Hứa Khả Quỳnh (trước đó bí mật liên lạc với Mã Hy Ngạc, ngả lòng trước đề nghị phân chia Sở để cai trị) phản đối. Mã Hy Ngạc đem hơn bốn trăm chiến hạm đỗ bên bờ tây sông Tương, Mã Hy Quảng lệnh cho các tướng lĩnh đều chịu điều động của Hứa Khả Quỳnh. Hứa Khả Quỳnh vào ban đêm lấy danh nghĩa tuần giang để bí mật gặp Mã Hy Ngạc. Lúc này, Đàm châu có tuyết lớn, quân hai bên không thể giao chiến.
Ngày Giáp Thìn (11) tháng 12, tức ngày 21 tháng 1 năm 951, tướng lĩnh của Mã Hy Ngạc là Bộ quân chỉ huy sứ Hà Kính Chân (何敬真) quyết định tấn công Hàn Lễ và giành chiến thắng. Quân của Mã Hy Ngạc sau đó tận dụng cơ hội tấn công mãnh liệt Trường Sa. Bộ quân chỉ huy sứ Ngô Hoành (吳宏), Tiểu môn sứ Dương Địch chiến đấu từ sáng sớm cho đến trưa, song cuối cùng quân của Dương Địch kiệt sức, và khi họ cầu viện Hứa Khả Quỳnh thì người này lại đem toàn quân đầu hàng Mã Hy Ngạc, Trường Sa sau đó thất thủ. Lý Ngạn Ôn và Lưu Ngạn Thao hộ tống con của Mã Hy Phạm và Mã Hy Quảng đào thoát đến Nam Đường. Trương Huy đầu hàng Mã Hy Ngạc. Mã Hy Ngạc bắt được Ngô Hoành và Bành Sư Cảo, song tha cho họ vì thán phục lòng dũng cảm và lòng trung thành của họ với Mã Hy Quảng. Binh sĩ của Mã Hy Ngạc cướp bóc Trường Sa, đến ngày Bính Ngọ (13) thì Mã Hy Ngạc ra lệnh cấm chỉ cướp bóc. Mã Hy Sùng dẫn tướng lại nghênh đón Mã Hy Ngạc vào thành và thỉnh Mã Hy Ngạc đăng cơ. Đến ngày Ất Tị (12), tức 22 tháng 1 năm 951, Mã Hy Ngạc tiến vào Trường Sa và nắm quyền. Ông ta cho đóng cổng thành và sau đó bắt được Mã Hy Quảng, Lý Hoằng Cao, Dương Dịch và những người khác. Mã Hy Ngạc nói với Mã Hy Quảng, "Kế thừa nghiệp của phụ huynh, không có trưởng ấu sao?" Mã Hy Quảng đáp rằng "Tướng lại tiến cử, triều đình mệnh cho ta." Mã Hy Ngạc cho tống giam tất cả.

## Trị vì
Đến ngày Đinh Mùi (14) cùng tháng, tức 24 tháng 1 năm 951, Mã Hy Ngạc xưng là Thiên Sách thượng tướng quân, Vũ An-Vũ Bình-Tĩnh Giang-Ninh Viễn đẳng quân tiết độ sứ, Sở vương, chặt Lý Hoằng Cao và các quan viên khác cho binh sĩ ăn. Đến ngày Mậu Thân (15) cùng tháng, tức 25 tháng 1 năm 951, Mã Hy Ngạc hỏi tướng lại "Hy Quảng là tên nhu nhược, là do cận thần khống chế hắn, ta muốn để cho sống, có được không?" Chư tướng đều không đáp lại, song Chu Tiến Trung vốn từng bị Mã Hy Quảng tống giam thì đáp rằng "Đại vương ba năm huyết chiến mới có được Trường Sa, một nước không dung hai chủ, ngày sau tất hối hận." Trong ngày, Mã Hy Ngạc ban chết cho Mã Hy Quảng. Mã Hy Nhạc cho con là Quang Tán giữ chức Vũ Bình lưu hậu, cho Hà Kính Chân làm Lãng châu nha nội đô chỉ huy sứ, đem binh phòng thủ nơi đó. Mã Hy Ngạc triệu Thác Bạt Hằng, muốn dùng người này, song Thác Bạt Hằng cáo bệnh từ chối
Tháng 2 năm Tân Hợi (951), Mã Hy Ngạc khiển Chưởng thư ký Lưu Quang Phụ (劉光輔) cống nạp cho Hoàng đế Lý Cảnh của Nam Đường. Sang tháng sau, Lý Cảnh phong Hy Ngạc làm Thiên Sách thượng tướng quân, Vũ An-Vũ Bình-Tĩnh Giang-Ninh Viễn tiết độ sứ kiêm Trung thư lệnh, Sở vương, cho Hữu bộc xạ Tôn Thịnh (孫晟) và Khách tỉnh sứ Diêu Phụng (姚鳳) làm "sách lễ sứ". Khi Lưu Quang Phụ sang Nam Đường cống nạp, được Lý Cảnh tiếp đãi nồng hậu, đã bí mật kể "Hồ Nam dân mỏi chủ kiêu, có thể lấy được." Lý Cảnh do đó cho Biên Hạo (邊鎬) làm Tín châu thứ sử, song cho đem quân đồn trú tại Viên châu, để chờ thời cơ tấn công.
Mã Hy Ngạc sau khi chiếm được Trường Sa thì đắc chí, nhớ đến nhiều thù xưa, chém giết vô độ, ngày đêm say rượu hoang dâm, đem mọi sự vụ quân phủ uỷ thác cho Mã Hy Sùng. Mã Hy Sùng cai quản dựa theo cảm tính, khiến hệ thống pháp luật vấn loạn. Hơn nữa, phủ khố đã hết do loạn binh cướp bóc, nên họ tịch thu tài sản của dân để thưởng cho sĩ tốt, song sĩ tốt vẫn oán trách. Tuy tướng tá cũ của Lãng châu theo Mã Hy Ngạc đến Trường Sa, song họ cũng không phấn khởi, có sự ly tâm. Tiểu môn sứ Tạ Ngạn Ngung (謝彥顒) vốn là gia nô của Mã Hy Ngạc, do có diện mạo nên được Mã Hy Ngạc sủng ái, đến mức ngồi lẫn với thê thiếp của Mã Hy Ngạc, do đó cậy thế hống hách. Trong yến tiệc tại phủ, Tạ Ngạn Ngung nắm binh tại cổng ngoài, được Mã Hy Ngạc cho ngồi trên các tướng lĩnh, các tướng lĩnh đều oán giận. Mã Hy Sùng cũng bực bội với Tạ Ngạn Ngung.
Do các phủ tại Trường Sa bị đốt trong nạn cướp bóc, Mã Hy Ngạc lệnh cho Tĩnh Giang chỉ huy sứ Vương Quỳ 王逵 và Phó sứ Chu Hành Phùng (周行逢) đem hơn nghìn binh sĩ đi tái thiết, công việc rất vất vả song không được ban thưởng, sĩ tốt đều oán. Vương Quỳ và Chu Hành Phùng lo ngại sĩ tốt làm loạn, nên ngày Nhâm Thân (11) tháng 3, tức 19 tháng 4, họ quyết định đem binh sĩ đào thoát về Lãng châu. Khi đó, Mã Hy Ngạc say chưa tỉnh, thuộc hạ không dám báo, sang ngày hôm sau mới báo cho ông. Mã Hy Ngạc khiển Chỉ huy sứ Đường Sư Chứ (唐師翥) đem hơn nghìn quân truy kích, song bị phục kích tại Lãng châu và thất bại. Vương Quỳ và Chu Hành Phùng phế truất Lưu hậu Mã Quang Tán, tôn Mã Quang Huệ (con của Mã Hy Chấn (馬希振)-trưởng tử của Mã Ân) làm Vũ Bình tiết độ sứ, song Vương Quỳ và Chu Hành Phùng kiểm soát sự vụ cùng với Hà Kính Chân và Chỉ huy sứ Trương Phỏng (張倣). Mã Hy Ngạc thuật lại tình hình cho Lý Cảnh, Lý Cảnh khiển sứ giả mang nhiều đồ thưởng đến Lãng châu nhằm chiêu dụ. Đám Vương Quỳ lấy đồ thưởng, trao trả sứ giả, và không theo chiếu chỉ của Lý Cảnh. Sang tháng 6 âl, Mã Quang Huệ bị phế, Thần châu thứ sử Lưu Ngôn trở thành lưu hậu. Sau khi Lý Cảnh từ chối phong chức tước, Lãng châu chuyển sang làm phiên thuộc của Hậu Chu.
Mã Hy Ngạc sau khi chiếm được Trường Sa thì không thưởng cho Hứa Khả Quỳnh, ông nghi ngờ Hứa Khả Quỳnh oán trách nên cho Khả Quỳnh đi làm Mông châu  thứ sử, trong khi cho các tướng lĩnh là Từ Uy (徐威), Trần Kính Thiên (陳敬遷), Lỗ Công Quán (魯公館), và Lục Mạnh Tuấn (陸孟俊) đem quân lập trại ở phía tây bắc nhằm đề phòng bị quân Lãng châu tấn công. Tuy nhiên, các tướng lĩnh và sĩ tốt thấy Mã Hy Ngạc không thăm hỏi phủ dụ thì oán giận, mưu làm phản. Ngày Mậu Dần (19) tháng 9, tức 22 tháng 10, Mã Hy Ngạc tổ chức yến tiệc đãi tướng lại, đám Từ Uy không dự, Mã Hy Sùng biết âm mưu nên cáo bệnh không đến. Đám Từ Uy dẫn quân làm phản, Mã Hy Ngạc trèo tường chạy trốn song bị bắt. Tạ Ngạn Ngung bị bắt và cắt xẻo thân thể. Các tướng sĩ lập Mã Hy Sùng làm Vũ An lưu hậu, giam cầm Mã Hy Ngạc tại Hành Sơn (衡山, nay thuộc Hành Dương, Hồ Nam). Bành Sư Cảo khi xưa được miễn tử, song bị đánh và biếm làm dân, Mã Hy Sùng cho rằng Bành Sư Cảo tất sẽ oán Mã Hy Ngạc nên sai người này đưa Mã Hy Ngạc đến Hành Sơn, muốn để Bành Sư Cảo giết Mã Hy Ngạc. Tuy nhiên, Bành Sư Cảo nói "Muốn khiến ta thành người giết vua sao!", và phụng sự cẩn trọng, đến ngày Bính Tuất, tức 30 tháng 10, thì đến nơi.

## Sau khi bãi chức
Khi Mã Hy Ngạc đến Hành Sơn, Hành Sơn chỉ huy sứ Liệu Yển (廖偃), nói với quý phụ Liệu Khuông Ngưng (廖匡凝), "Nhà ta truyền đời nhận ân của Mã thị, nay Hy Ngạc lớn nhất mà bị truất, tất không tránh được hoạ, Sao không giúp ông ta." Liệu Yển huy động nhân dân làm binh, cùng với Bành Sư Cảo tuyên Mã Hy Ngạc là Hành Sơn vương. Họ xây dựng hàng rào phòng thủ trên sông Tương và bắt đầu đóng thuyền từ tre. Trong vài ngày họ tập hợp được đến hơn vạn người, được nhiều châu huyện hưởng ứng. Liệu Yển còn phái Lưu Hư Kỷ (劉虛己) sang Nam Đường cầu viện.
Sang tháng 10 âl, Từ Uy định giết Mã Hy Sùng, Mã Hy Sùng biết được bèn quyết định đầu hàng dâng lãnh thổ do mình kiểm soát cho Nam Đường. Lý Cảnh phái Biên Hạo đem quân tiến đến Trường Sa để tiếp nhận đầu hàng. Mã Hy Ngạc hay tin thì mong Nam Đường cho mình làm Vũ An tiết độ sứ, song nhân dân Trường Sa ghét Mã Hy Ngạc, cùng thỉnh cầu Lý Cảnh để Biên Hạo làm thống lĩnh, Lý Cảnh do đó cho Biên Hạo làm Vũ An tiết độ sứ. Biên Hạo sau đó buộc Mã Hy Sùng và gia đình rời khỏi Trường Sa để đến kinh thành Kim Lăng của Nam Đường, kết thúc thời kỳ họ Mã cai trị đất Sở. Tháng 11 âl, Biên Hạo khiển Tiên phong chỉ huy sứ Lý Thừa Tiển (李承戬) đem binh đến Hành Sơn, thúc giục Mã Hy Ngạc đến Kim Lăng. Ngày Canh Thìn (22) cùng tháng, tức 23 tháng 12, Mã Hy Ngạc cùng hơn vạn quân tiến về Kim Lăng. Tháng 12 âl, Lý Cảnh cho Mã Hy Ngạc làm Giang Nam Tây đạo quan sát sứ, Trung thư lệnh, trấn giữ Hồng châu-thủ phủ Giang Nam Tây đạo, và vẫn cho giữ tước Sở vương.
Tháng 12 năm Nhâm Tý (952-953), Mã Hy Ngạch đến triều đình Nam Đường, Lý Cảnh cho giữ Mã Hy Ngạc lại Kim Lăng. Vài năm sau, Mã Hy Ngạc mất tại Kim Lăng, thuỵ hiệu là "Cung Hiếu".